# William Whiting
William Henry Chase Whiting, né le 22 mars 1824 et mort le 10 mars 1865, est un officier de l'armée des États-Unis qui a démissionné après seize années de service dans le Corps du génie de l'armée des États-Unis pour servir dans l'armée des États confédérés pendant la guerre de Sécession. Il est notable pour sa défense du Fort Fisher.